# Ajódhja
Ajódhja (v sanskrtu अयोध्या) je město v indickém státě Uttarpradéš. Leží nedaleko Faizábádu na pravém břehu řeky Sarayu a žije v něm okolo padesáti tisíc lidí. Patří mezi sedm posvátných měst hinduistů.

## Báburova mešita
Ajódhja byla hlavním městem starověkého království Kóšalsko. Podle eposu Rámájana zde sídlil božský král Ráma. Na tomto poutním místě hinduistů postavili v roce 1527 Mughalové muslimskou svatyni, známou jako Báburova mešita. Hinduisté považovali tento čin za znesvěcení, spory mezi příslušníky obou komunit eskalovaly po vyhlášení indické nezávislosti a výsledkem byl zákaz bohoslužeb v roce 1949. 6. prosince 1992 dav hinduistů mešitu zničil a následovaly nábožensky motivované násilnosti po celé Indii. Hinduisté dlouhodobě plánovali výstavbu svého chrámu na místě zbořené mešity. Tento cíl podporovala také nacionalistická strana Bháratíja džantá.  V roce 2010 soud rozhodl o rozdělení pozemku mezi obě náboženské skupiny.
5. srpna 2020 položil indický premiér Naréndra Módí základní kámen chrámu boha Rámy na místě zbořené Báburovy mešity.